# الطاعون العظيم 1738

خارظة اراضي ملكية هابسبورغ في عام 1789.

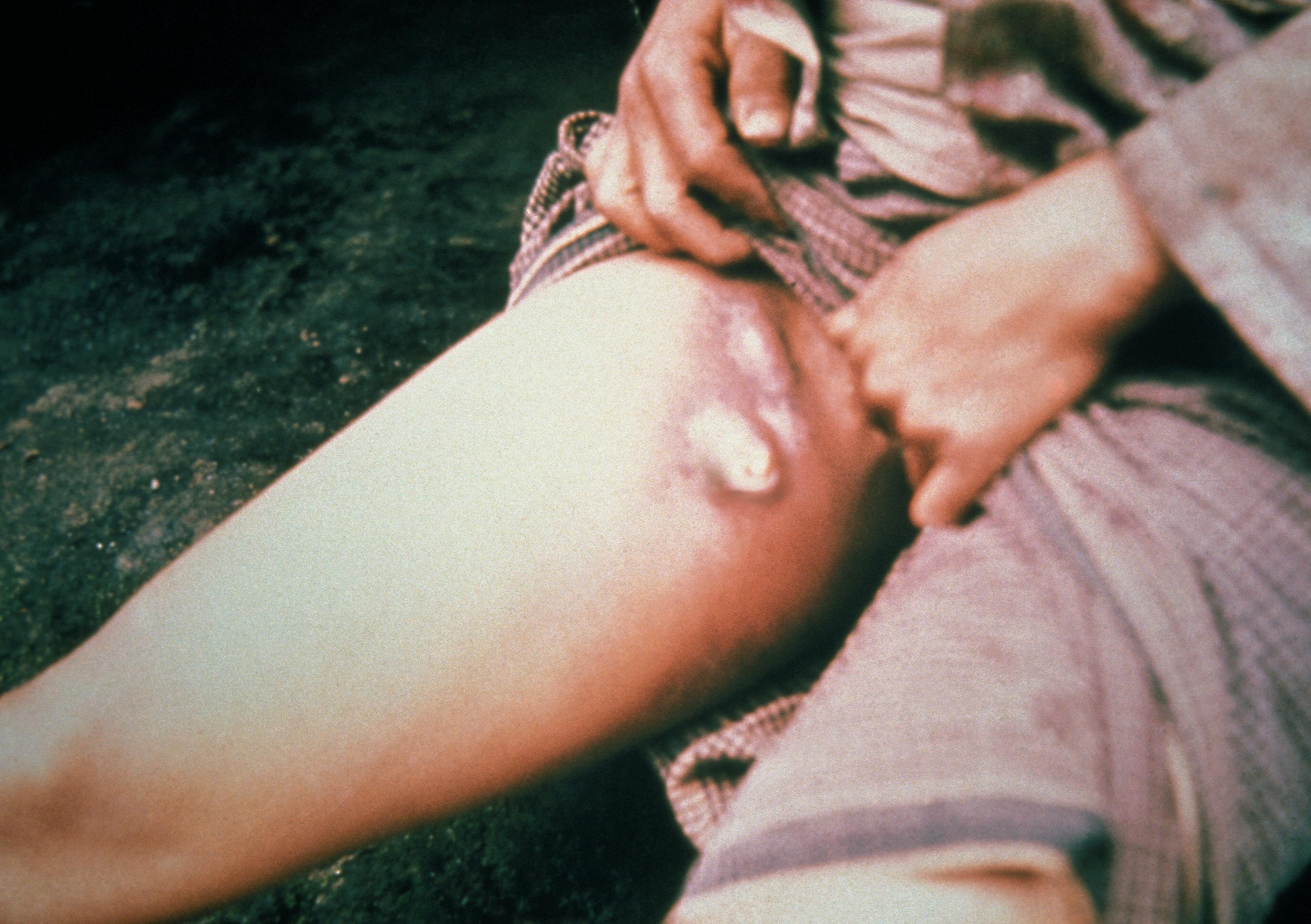
طاعون دملي

كان الطاعون الأعظم عام 1738 هو انتشار للطاعون الدبلي بين عامي 1738 و1740 والذي أثر على مناطق إمبراطورية هابسبورغ، والتي تشمل الآن الدول الحديثة رومانيا والمجر وأوكرانيا وصربيا وكرواتيا وسلوفاكيا والتشيك والنمسا. على الرغم من عدم وجود أرقام دقيقة، فمن المرجح أن الوباء قد قتل أكثر من 50 ألف شخص.[بحاجة لمصدر]

## مناطق الانتشار
في فبراير 1738، ضرب الطاعون منطقة بانات (رومانيا حاليا)، بعد أن انتشر فيها على يد الجيش الإمبراطوري. ووفق للمجلس التشريعي المجري لعام 1740، أودى الطاعون العظيم بحياة 36000 شخص.
ربما كانت منطقة جنوب شرق ترانسيلفانيا هي المنطقة الأكثر ضررا. وعلى مدى السنوات الثماني التالية، قتل الطاعون سدس سكان تيميشوارا. يُعد نصب القديسة مريم والقديس يوحنا نيبوموك في تيميشوارا مخصصا لضحايا الطاعون. عاد الطاعون ليضرب المدينة مرة أخرى في عامي 1762 و1763.
كما تضررت مدن أخرى في المنطقة. بين أكتوبر 1737 وأبريل 1738، تم الإبلاغ عن 111 حالة وفاة في زرنيستي، و70 في كودليا. أفادت التقارير أن أكثر من 10% من سكان كلوج نابوكا لقوا حتفهم بسبب الوباء. وامتد انتشار المرض إلى البحر الأدرياتيكي. وقد شق طريقه إلى جزيرة براك في كرواتيا الحالية.